# Klaas Agricola
Nicolaas Lubertus Agricola (Roodhuis, 28 januari 1960) is een Nederlands politicus en bestuurder. Sinds 4 november 2024 is hij waarnemend burgemeester van De Friese Meren.

## Biografie
Agricola is geboren en getogen in het Friese Roodhuis waar zijn ouders een melkveehouderij hadden. Hij volgde van 1976 tot 1979 de middelbare agrarische school. Hij werkte van 1981 tot 1990 bij Nestlé als productenbereider in Sneek en als melkwinningsadviseur in Scharsterbrug. Tussen 1985 en 2010 volgde hij diverse managementcursussen.
Van 1990 tot 2000 was Agricola hoofd buitendienst bij Wessanen van de zuivelfabriek in Dalfsen. Om die reden is hij in 1992 ook naar Dalfsen verhuisd met zijn gezin, hij heeft een vrouw en twee kinderen. Van 2000 tot 2006 was hij regiomanager bij het COKZ in Leusden. van 2006 tot 2010 was hij regiomanager bij AB Oost in Dronten.
Daarnaast was Agricola betrokken bij de gemeentelijke politiek. Voor de lokale partij Gemeentebelangen (Dalfsen) kwam hij in 2007 tussentijds in de gemeenteraad van Dalfsen. In 2010 werd hij daar wethouder en eerste locoburgemeester. Eind 2017 werd hij, hoewel hij geen lid is van een landelijke partij, burgemeester van Dantumadeel.
In januari 2017 is Dantumadeel ambtelijk gefuseerd met de gemeenten Dongeradeel, Ferwerderadeel en Kollumerland en Nieuwkruisland. Die andere gemeenten zijn in 2019 ook bestuurlijk gefuseerd maar Dantumadeel heeft ervoor gekozen om wel door te gaan met de ambtelijke samenwerking zonder mee te gaan in de fusie. Daarmee was Agricola een burgemeester van een gemeente met nagenoeg geen eigen ambtenaren.
Met ingang van 4 november 2024 werd Agricola waarnemend burgemeester van De Friese Meren en stopte hij als burgemeester van Dantumadeel.